# Paul Gabriel (Theologe)
Paul Gerhard Martin Gabriel (* 15. Dezember 1883 in Steinhorst; † 20. April 1964 in Wernigerode) war ein deutscher evangelisch-reformierter Pfarrer und Theologe.

## Leben
Gabriel war der Sohn des Pfarrers Georg Eugen Gabriel aus Steinhorst. Nach dem Besuch des Gymnasiums in Quedlinburg studierte er Theologie an den Universitäten in Tübingen, Berlin und Halle. 1907 war er als Oberhelfer im Johannesstift am Plötzensee tätig. Von 1908 bis 1910 besuchte er das Predigerseminar in Naumburg (Queis). Im Anschluss wurde er als Hilfsprediger bei St. Ambrosius in Magdeburg und wurde am 23. Juni 1910 ordiniert. Danach ging er von 1911 bis 1914 an das Predigerseminar nach Wittenberg und nahm als Feldgeistlicher am Ersten Weltkrieg teil. 1921 wurde er Zweiter Domprediger in Halle. Gleichzeitig war er ab 1932 Lehrbeauftragter an der Theologischen Fakultät der dortigen Universität. 1944 wurde er zum Superintendenten des reformierten Kirchenkreises der Evangelischen Kirche der Kirchenprovinz Sachsen ernannt. 1955 trat er in den Ruhestand. 
Zu seinem Werken als theologischer Schriftsteller gehört Die evangelische Kirche der Kirchenprovinz Sachsen, 1962. Daneben publizierte Gabriel vor allem zur Geschichte von Kirchenliedern.

## Familie
Seine beiden Söhne aus der 1916 in Wernigerode geschlossenen Ehe mit Eva Wernecke wurden ebenfalls evangelische Pfarrer, Walter (* 1925) an der Lutherkirche in Halle und Martin (* 1926) an der Liebfrauenkirche in Halberstadt.

## Ehrungen
- 1944 Dr. theol. h. c. an der Universität Halle-Wittenberg